# ヒデ夕樹
ヒデ 夕樹（ひで ゆうき、1940年11月5日 - 1998年12月8日）は、日本の男性歌手。
本名は平野 英之（ひらの ひでゆき）。芸名には「ヒデ 夕木」「秀 夕木」「秀 夕樹」「夕木 秀」など多数の別表記があり、同一楽曲（同一音源）であっても媒体によりクレジット上の表記が異なっている場合がある。
身長172cm、体重80kg、血液型はB型。
1970年代から1980年代初頭にかけて、『海のトリトン』等の子供向けアニメや特撮ヒーロー番組の主題歌を唄い、また、日立グループのCMソング「この木なんの木（日立の樹）」の歌手としても知られる。

## 来歴
1958年、コーラスグループ「ザ・タドポールズ」の一員としてデビュー。1960年代前半より労音・民音や米軍キャンプのステージで活動したほか、日劇や京都劇場でザ・ピーナッツや梓みちよと共演したこともあった。
1966年、タドポールズが解散。同年エンディ（別名「エンディー堀」，本名は堀謙一）と男性デュオ「ラッシャーズ」を結成するも、1968年にエンディがクラブでの歌唱中の火災で他界したため解散。ラッシャーズの活動ではライチャス・ブラザーズの楽曲を主に歌唱していたという。
1968年、バンド「ソウルフル・ブラッズ」を結成、ボーカル担当として1971年のグループ解散まで活動。「ヒデ夕樹」の芸名は、この際に藤村俊二がヒデの本名である「ひでゆき」をもじって命名したものとされている。
1970年には、ソロ歌手としてテレビアニメ『あしたのジョー』のエンディングテーマ「力石徹のテーマ」を歌唱。以降、『快傑ライオン丸』や『海のトリトン』といったアニメ・特撮作品の主題歌を担当し、「アニメソング歌手」としても知られるようになる。またこの時期、男女混成ユニット「男と女」にも参加している。
1973年に朝コータローとのデュオ「ヒデとコータロー」を結成し、1975年頃まで活動。1973年に収録した日立製作所（日立グループ）のCMソング「日立の樹（この木なんの木）」も朝と共に歌唱した楽曲であり、2005年までCMで使用された。
1984年、子役タレントで結成されたユニット「キャロット」に男性ボーカル「ヒデ」として参加。
1998年12月8日、病により死去。酒好き、酒量の多さが災いし、40代後半から肝臓を患い、入退院を繰り返す生活だった。前日7日朝方に吐血。即日入院となり、翌日に容態が急変し帰らぬ人となった。小林亜星によると、1999年頃に「日立の樹」のCMを再録音するため関係者がヒデの行方を捜したが、既に他界していたことが判明したとのこと。
1999年8月30日から31日にかけて開催された「水木一郎24時間1000曲ライブ」では、ヒデへの追悼企画として「ゴーゴー・キカイダー」「風よ光よ」「この木なんの木」の3曲が水木一郎により歌唱された。
2019年4月21日、ものまね芸人の剣持光のプロデュースによりヒデの没後20周年の追悼ライブ「アニメソングメモリアルリサイタル～ヒデ夕樹、成田賢の世界～」が開催された。
剣持光が手がけたヒデ夕樹に関する初の評伝「ヒデ夕樹とテレビまんが主題歌の黄金期」（ケンケンクリエイト）が2021年7月25日に発売された。

### 人物・エピソード
ステージではレイ・チャールズやスティーヴィー・ワンダーらの歌を好んで歌っていたといい、自身の楽曲にもR&Bやソウルミュージック系の歌唱法を用いていた。
「風よ光よ」や「この木なんの木」などを作曲した小林亜星は、インタビュー記事の中でヒデの歌声を「舶来の声」と評しており、「ブラックで、ソウルフルで声の質が日本人には出ない感じ」を気に入って楽曲に起用していたと述懐している。小林は生前ヒデと懇意にしていたといい、『ブロッカー軍団IVマシーンブラスター』の主題歌はヒデが歌う事を前提に作曲したため「もうヒデさんじゃないとダメって感じの曲になった」と語っている。
一方で『スパイダーマン』の音楽を担当した渡辺宙明の証言では、制作側からは「歌唱法が子供向けではない」という理由でヒデの起用に難色を示す声もあったとしている（『スパイダーマン』DVD-BOX特典解説書渡辺宙明インタビュー3頁目より）。
テレビアニメ『キャプテン・フューチャー』の主題歌は後にタケカワユキヒデのヴォーカルによるバージョンに差し替えとなったが、後年になり、タケカワが歌唱したバージョンがヒデが歌唱したバージョンよりも先に録音されていたという事実が判明している。なお、同作品のBlu-ray BOXのライナーノートに収録の当時のプロデューサー・田宮武へのインタビューでは、当初タケカワユキヒデの歌唱を予定してレコーディングも済ませていたのが、タケカワ側の契約上の問題からヒデ夕樹が急遽起用され、契約問題が解決したところでタケカワのバージョンに差し替えたという経緯が語られている。

## 作品

### 代表曲

#### テレビアニメ
- 力石徹のテーマ（1971年、『あしたのジョー』エンディングテーマ） - 「ヒデ夕木」名義
- 海のトリトン（GO! GO! トリトン）（1972年、『海のトリトン』エンディングテーマ、オープニングテーマ） - 「秀夕樹」名義
- ブロッカー軍団 マシーンブラスター（1976年、『ブロッカー軍団IVマシーンブラスター』オープニングテーマ）
- 夢の舟乗り（1978年、『キャプテン・フューチャー』オープニングテーマ、第1話 - 第31話、SP「華麗なる太陽系レース」）
- おいらは淋しいスペースマン（1978年、『キャプテン・フューチャー』SP「華麗なる太陽系レース」挿入歌）
- 忍びのテーマ（1979年、『忍風カムイ外伝』） - キングレコードから発表されたカヴァーバージョン。オリジナル歌手は水原弘。
- 小さなわが家 （1982年、『南の虹のルーシー』） - 寺島葉子と共演
- わが子よ（1982年、『南の虹のルーシー』）

#### 特撮テレビドラマ
- 風よ光よ（1972年、『快傑ライオン丸』オープニングテーマ） - 「秀夕木」名義
- ゴーゴー・キカイダー（1972年、『人造人間キカイダー』オープニングテーマ） - 「秀夕木」名義
- 戦え!! 人造人間キカイダー（1972年、『人造人間キカイダー』エンディングテーマ） - 「秀夕木」名義
- 鉄人タイガーセブン（1973年、『鉄人タイガーセブン』オープニングテーマ） - 「秀夕木」名義
- フラッシュ! イナズマン（1974年、『イナズマンF』オープニングテーマ）
- 戦え! ウルトラマンレオ（1974年、『ウルトラマンレオ』オープニングテーマ） - 番組放送時のクレジットでは本名の「平野英之」名義
- 青春の旅立ち（1978年、『スターウルフ』オープニングテーマ）
- さすらいのスターウルフ（1978年、『スターウルフ』エンディングテーマ）
- 駆けろ! スパイダーマン（1978年、『スパイダーマン』オープニングテーマ）
- 誓いのバラード（1978年、『スパイダーマン』エンディングテーマ）

#### コマーシャルソング、その他
- 何かが呼んでいる（1970年、日産自動車「サニー」CMソング） - ザ・ワンダース、シンガーズ・スリーと共演
- 愛情はつらつ（1972年、丸井CMソング）[14] - シンガーズ・スリーと共演
- 日産バイオレット（1972年、日産自動車「バイオレット」CMソング）[15] - 朝紘太郎、シンガーズ・スリーと共演、「ヒデ夕木」名義
- グロンサン（1973年、中外製薬「グロンサン」CMソング）[15]
- 大蔵屋企業CM「街」（1973年、大蔵屋不動産CMソング）[15] - シンガーズ・スリーと共演
- この木なんの木（日立の樹）（1973年、日立製作所CMソング） - 朝コータロー、シンガーズ・スリーと共演
  - この木なんの木（再録）（1989年、日立グループCMソング） - 朝礼志、杉並児童合唱団、伊集加代子、和田夏代子と共演
- われら、いきいき仲間。（1973年、共同石油(現・ENEOS)CMソング） - シンガーズ・スリーと共演
- FIRST LOVE（1974年、ヤマハナチュラル・サウンド・ステレオの歌） - シンガーズ・スリーと共演
- VANスポーツコートタイム（1974年、VAN JACKETCMソング）[16]
- セイコー、クリーンカット（1976年、服部時計店（現・セイコーグループ）CMソング）[17]
- プリマハム プリマののびっ子篇（プリマハムCMソング）[14]
- 火の鳥のテーマ（1979年、シンフォニックドラマ『火の鳥-黎明編』テーマソング）
- フジゼロックス2000 OH軽!（1982年、富士ゼロックス（現・富士フイルムビジネスイノベーション）CMソング）[14]
- IF I COULD FIGHT THE WIND（希望の世界）（1982年、映画『世界の空軍 AIR FORCE'82 ドッグファイト』エンディングテーマ） - 「HIDE YUKI」名義
- THE DOGFIGHTER（1982年、映画『世界の空軍 AIR FORCE'82 ドッグファイト』挿入歌） - 「HIDE YUKI」名義
- ハンバーグ・ソング（1988年、『ピッカピカ音楽館』挿入歌） - 「ヒデ・夕樹」名義。VDR-25145/VCK-20155収録

### ディスコグラフィ
- ヒデ夕樹 スーパー・ベスト 〜海のトリトン/人造人間キカイダー〜（2005年8月12日、コロムビアミュージックエンタテインメント、COCX-33276）

## 出演
テレビドラマ
- ペットントン 第26話「不思議な森の白雪姫」（1984年4月8日、フジテレビ） - 少女たちと歌い踊る男の役で出演、ユニット「白雪姫」として劇中歌「ダンシング クィーン」を歌唱。

映画
- ザ・ヤクザ（1974年12月21日公開、ワーナー・ブラザース） - ナイトクラブの歌手役

CM
- キヤノン「オートボーイシリーズ」（1985年） - 富田靖子と共演

舞台
- 青二プロダクションシンフォニック・ドラマ「火の鳥-黎明編」（1979年11月8日、渋谷公会堂） - 兵士C役で出演、主題歌「火の鳥のテーマ」を歌唱。